# معن أبو نوار
معن أبو نوار (26 يوليو 1928 - 22 سبتمبر 2016) سياسي ونائب رئيس وزراء أردني سابق.

## حياته العملية
حصل على شهادة البكالوريوس من جامعة لندن 1964 و الدكتوراه في الفلسفة السياسية من جامعة أوكسفورد 1987.
شغل منصب نائب رئيس الوزراء ووزير الاعلام عام 1993 ومنصب وزيرا للثقافة والاعلام ووزيرا للاشغال العامة ووزيرا للثقافة والشباب ووزيرا للسياحة والاثار في عدة حكومات.
كما عمل امينا للعاصمة وسفيرا في وزارة الخارجية اضافة الى تبوئه عدة مناصب عسكرية ومديرا للدفاع المدني.

## المناصب
- وزير مفوض في السفارة الأردنية لندن 1964
- مدير الدفاع المدني الأردني 1965
- مدير الأمن العام 1967
- مساعد رئيس الأركان؛ ورئيس تحرير جريدة الأقصى
- مدير التوجيه المعنوي 1969
- وزير الثقافة والإعلام 1972
- السفير الأردني في لندن 1973
- أمين العاصمة عمان 1976
- رئيس الاتحاد الأردني لكرة القدم 1979 - 1983
- وزير الأشغال العامة 1979
- وزير الثقافة والشباب ووزير السياحة والآثار 1980
- وزير الإعلام 1993
- نائب رئيس الوزراء ؛ وعضو مجلس الأعيان 1994

- تقاعد من الخدمة العامة وتفرغ للكتابة 1997.

## وفاته
توفي يوم الخميس 22 سبتمبر 2016 عن عمر يناهز 88 سنة ولقد تم تشييع جثمانه ودفنه في يوم الجمعة.

## المنشورات
1.معركة الكرامة 1970
2.في سبيل القدس 1970
3.اللواء المدرع الأربعين 1971
4. الدولة في السلم والحرب 1971
5.تاريخ الجيش العربي- عهد الملك طلال 1972
6.رسائل إلى الشباب 1980
7.الألعاب الأولومبيه 1981
8.في الديمقراطية الحديثة 1991
9.بين الوطنية والقومية 1991
10.تاريخ المملكة الأردنية الهاشمية؛ 1920- 1929 1991 إنجليزيه
11.تاريخ المملكة الأردنية الهاشمية؛ 1929- 1929 1997 إنجليزية
12.تاريخ المملكة الأردنية الهاشمية؛ 1939- 1947 2001 إنجليزية
13.تاريخ المملكة الأردنية الهاشمية؛ 1948- 1951 2001 إنجليزيه
14. تاريخ المملكة الأردنية الهاشمية 1920 -1929 العربية
15. تاريخ المملكة الأردنية الهاشمية 1929-1939 العربية
16. تاريخ المملكة الأردنية الهاشمية 1939-1947 العربية
17. تاريخ المملكة الأردنية الهاشمية 1947- 1951 العربية
2500 مقال في جريدة الرأي وصحف عربية أخرى 1970- 2009.